# Cynanchum macrolobum
Cynanchum macrolobum är en oleanderväxtart som beskrevs av Jumelle och Perrier. Cynanchum macrolobum ingår i släktet Cynanchum och familjen oleanderväxter. Inga underarter finns listade i Catalogue of Life.